# Berkelpoort (Valkenburg)

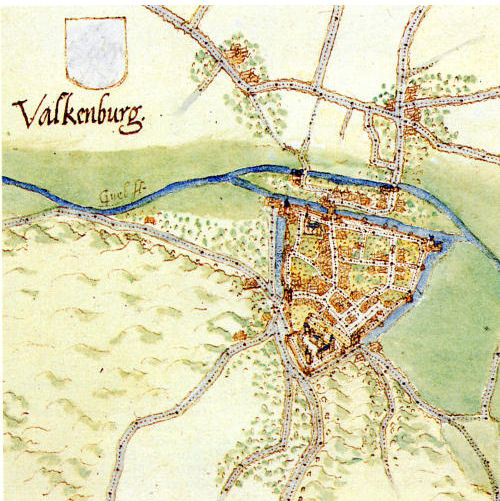
Kaart van Valkenburg met onderaan Kasteel Valkenburg en rechts daarvan de Berkelpoort (Jacob van Deventer, ca 1540)

De Berkelpoort is een van de drie middeleeuwse stadspoorten van het Zuid-Limburgse vestingstadje Valkenburg. De sterk gerestaureerde poort van Limburgse mergel is sinds 1967 beschermd als rijksmonument.

## Geschiedenis
In 1329 werd de vesting Valkenburg belegerd door hertog Jan III van Brabant en verdedigd door Walram II, zoon van Reinoud van Valkenburg. Na de inname werden het kasteel en de verdedigingswerken afgebroken. Bij de herbouw werd besloten het patroon van het stadje te veranderen om het in de toekomst beter te kunnen verdedigen. De bedding van de rivier de Geul werd iets verlegd naar het noorden en rondom de stadskern werd een stadsmuur gebouwd, voorzien van torens en drie poorten, en verbonden met het kasteel van Valkenburg op de Heunsberg. De poort, die waarschijnlijk omstreeks 1335 werd gebouwd, is genoemd naar een zekere Heinric van Birckelaer, eigenaar van het leengoed Nederheim, het tegenwoordige Neerhem.
Het gebied buiten de Berkelpoort heet ook tegenwoordig nog Neerhem. Aan de veldzijde van de poort lag vroeger een stadsgracht met een ophaalbrug. De gracht werd door het riviertje de Geul gevoed. De poort verschafte toegang voor reizigers die vanuit het zuidoosten uit de richting Aken via Schin op Geul en Oud Valkenburg de stad naderden. Aan de zuidwestkant van de stadspoort rijst de Heunsberg op. Hier ligt nog steeds de dwingel naar de hoofdpoort van het kasteel, een verdiept aangelegde weg, bedoeld om de hoogteburcht te beschermen. Nadat in 1672 de Staatse troepen van Willem III het kasteel van Valkenburg hadden opgeblazen, hadden de vestingwerken nauwelijks meer een functie en verdwenen deze gedeeltelijk. Het westelijk deel met de Grendelpoort en de Berkelpoort bleef echter bewaard. Nog tot 1830 werd de Berkelpoort dagelijks gesloten. Tot 1920 was de poort ingesloten door huisjes, die tegen de stadsmuur waren gebouwd. Aan de stadszijde van de poort werd al vanaf de 15e eeuw markt gehouden.

## Restauraties, plannen
De Berkelpoort is in 1923 gerestaureerd door architect Willem Sprenger. Bij die gelegenheid werden de Berkelstraat en de Neerhem verbreed en liep de hoofdweg vanaf dat moment om de poort heen. Aan de overzijde van de Berkelstraat werd later een tweede volume toegevoegd, op de plek van een in 1948 afgebroken woonhuis. Dit volume, dat geen historische precedent heeft, werd in 1977 door middel van een houten loopbrug verbonden met de oorspronkelijke poort. In 1995 en 2007 werd de poort opnieuw gerestaureerd. Bij die laatste restauratie werd de poort verhoogd met mergelblokken en kreeg hij een dak. In 2010 presenteerde de gemeente Valkenburg aan de Geul plannen om de oude stadsmuur, die tot na 1900 aansloot op de Berkelpoort, te herbouwen. De oude stadsmuur zou hebben bestaan uit spaarbogen. Als deze plannen worden uitgevoerd, zal de houten loopbrug verdwijnen en zal het historische centrum vanaf deze kant alleen nog toegankelijk zijn voor voetgangers en fietsers.

## Beschrijving
Van de poort resteerde begin 21e eeuw de vierkante mergelstenen onderbouw met aan de buitenste zijde een ronde spaarboog en daarin een spitsboogdoorgang. Aan de binnenkant van de poort zijn kogelgaten te zien, een gevolg van beschietingen in september 1944. Bij de restauratie in 2007 en 2008 is de poort iets verhoogd en heeft hij een met leien gedekt tentdak gekregen.

## Kritiek op de restauratie
De Berkelpoort is een rijksmonument en vanuit de monumentenzorg had men liever een restauratie gezien waarmee de bestaande toestand geconsolideerd werd, overeenkomstig een tegenwoordig gangbare visie op monumentenbeheer. Een andere opvatting werd uitgedragen door een plaatselijke historicus en de afdeling Bouwhistorie van de Technische Universiteit Delft. Toen de restauratie al begonnen was, stelden zij voor om terug te grijpen op een plan dat een eeuw eerder vanuit de monumentenzorg was voorgesteld: een steil schilddak met een korte nok. Om neerslag weg te leiden van de muur was een uitkragende zeeg in het dak voorzien, maar geen dakgoot, zodat het water van het dak zou druipen. Dit daktype was gebruikelijk in Zuid-Limburg, maar de gemeente wilde een goot en wenste voort te maken met de restauratie.

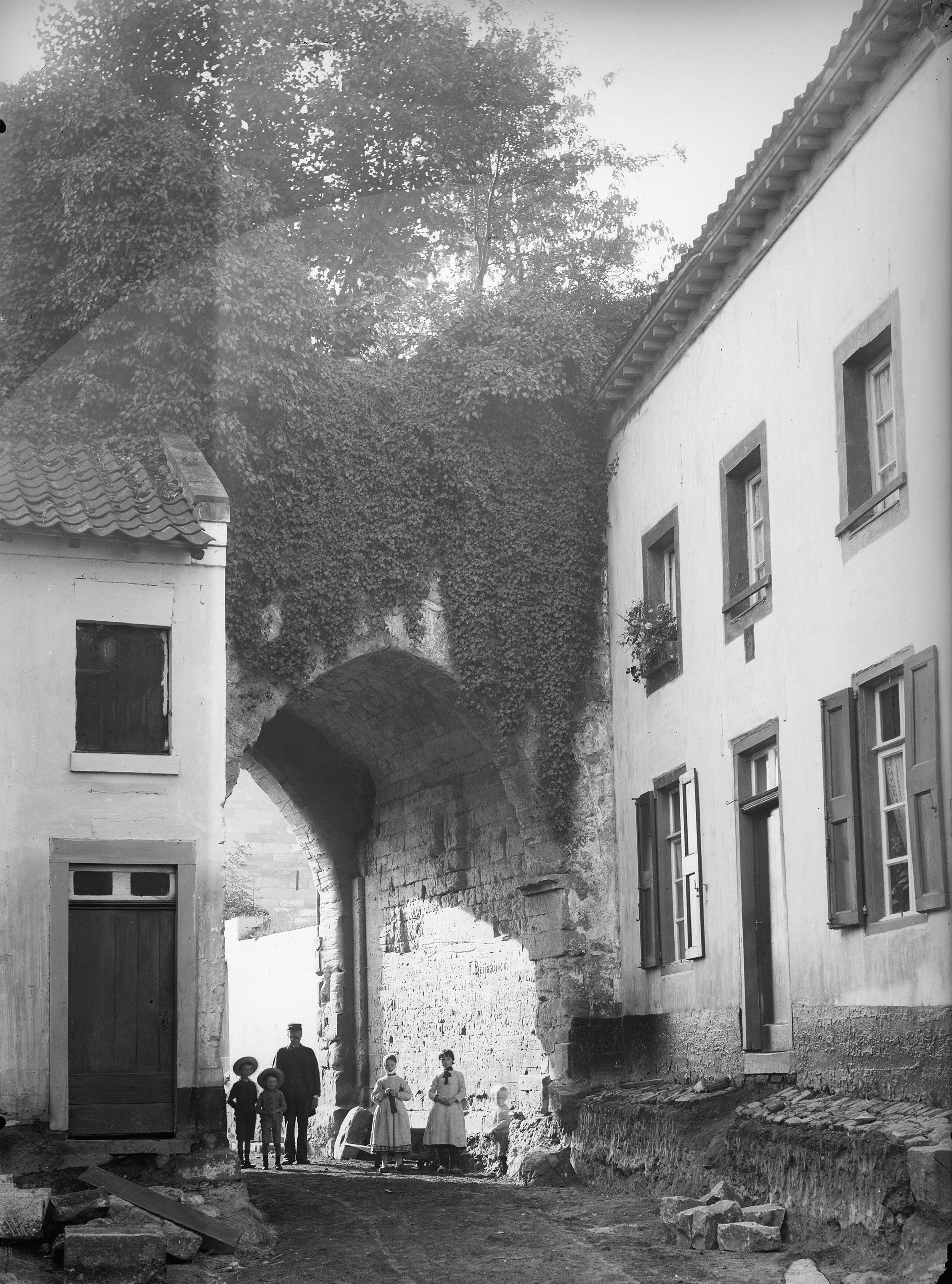
Stadszijde Berkelpoort in 1888
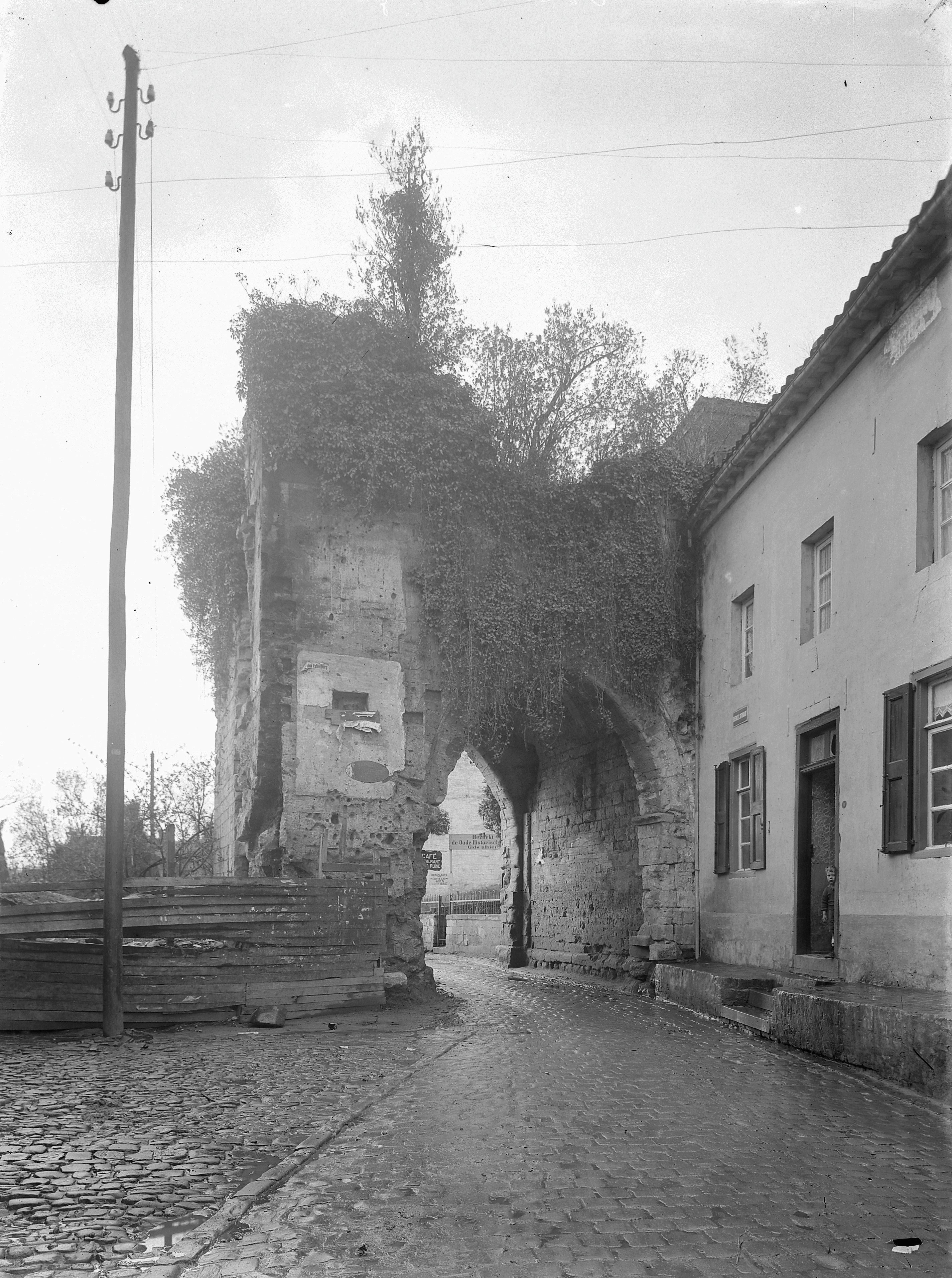
Stadszijde poort in 1922
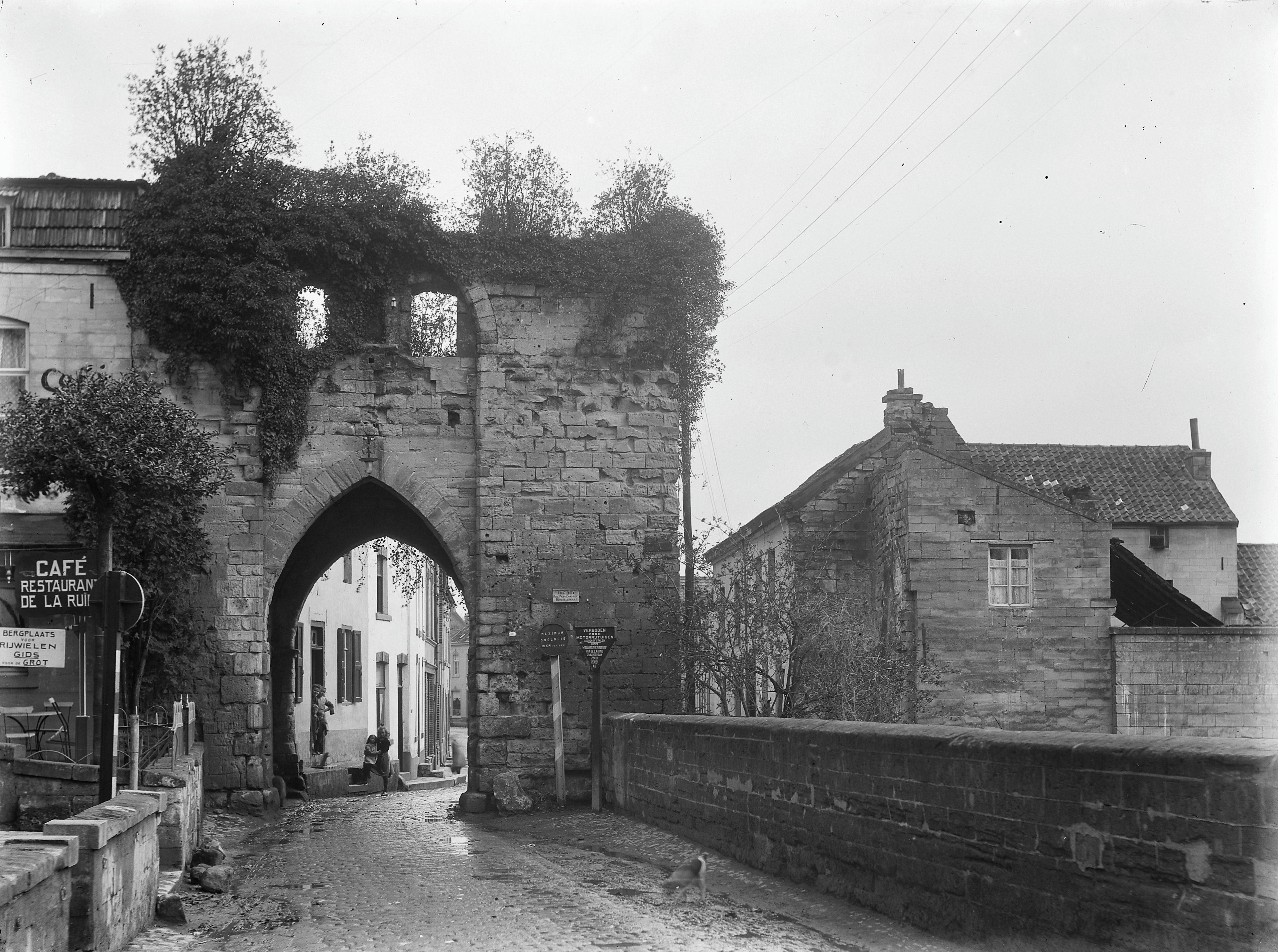
Veldzijde poort in 1922
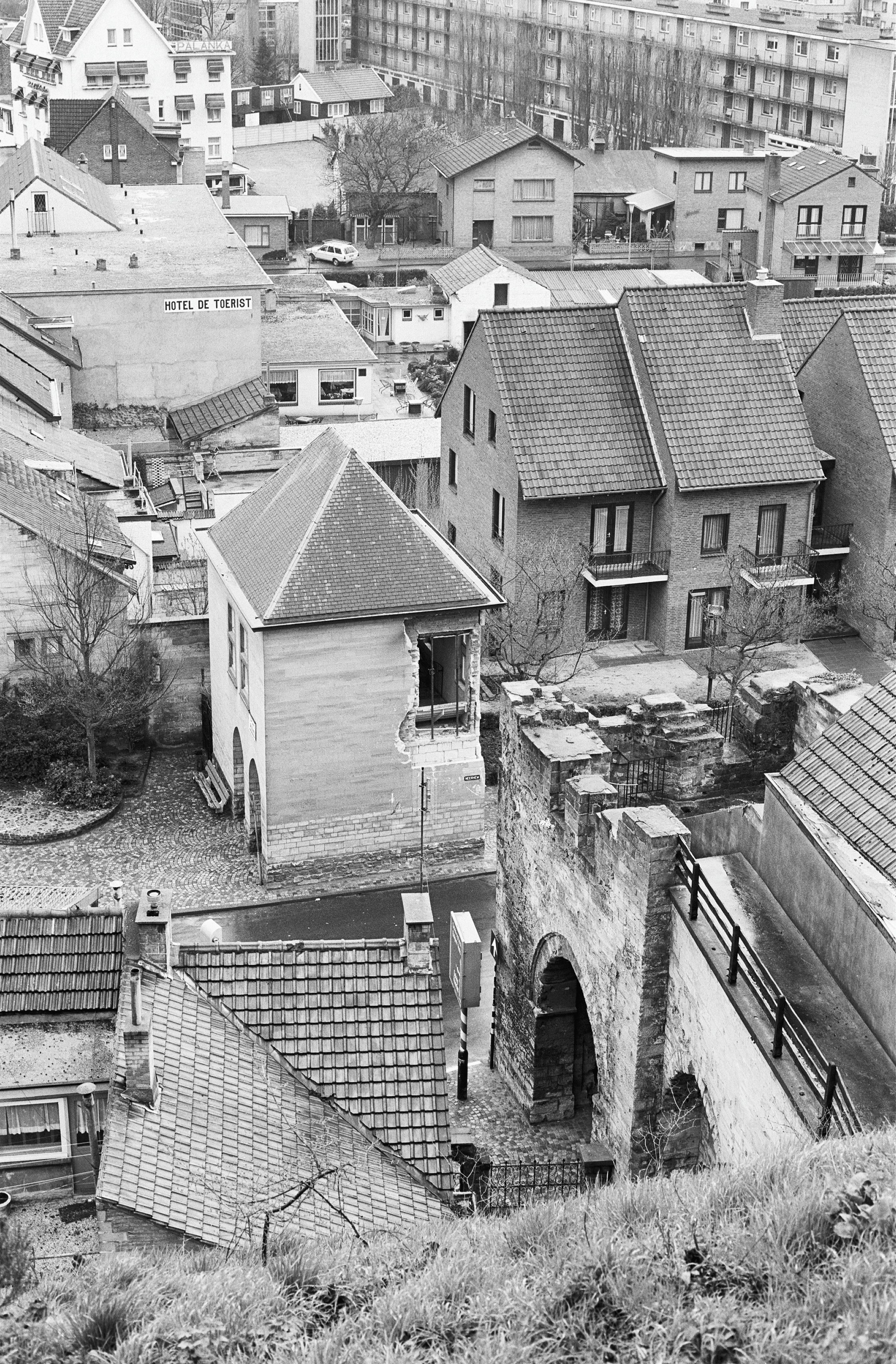
Bouw loopbrug, 1977
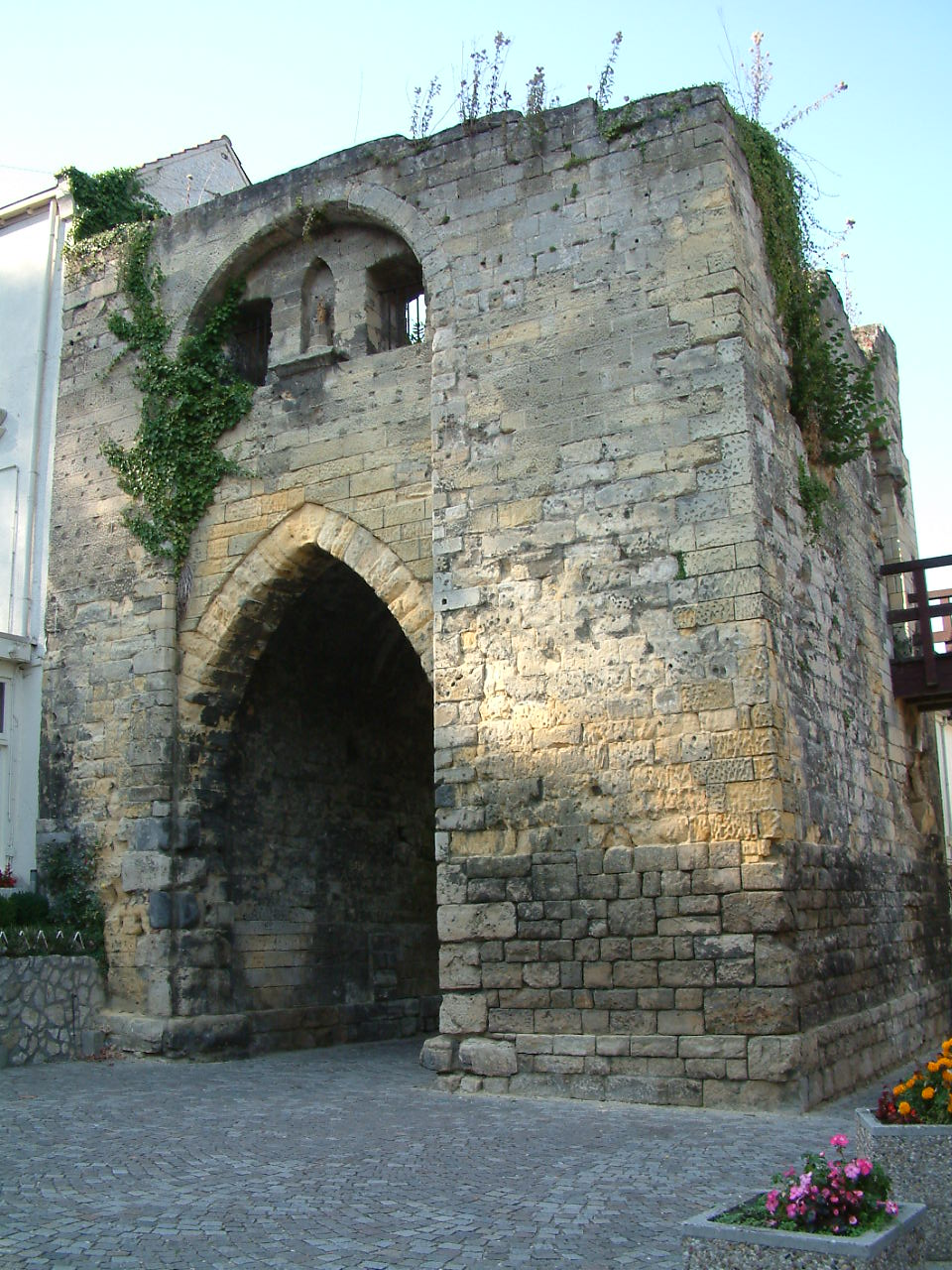
Veldzijde, vóór restauratie, 2003
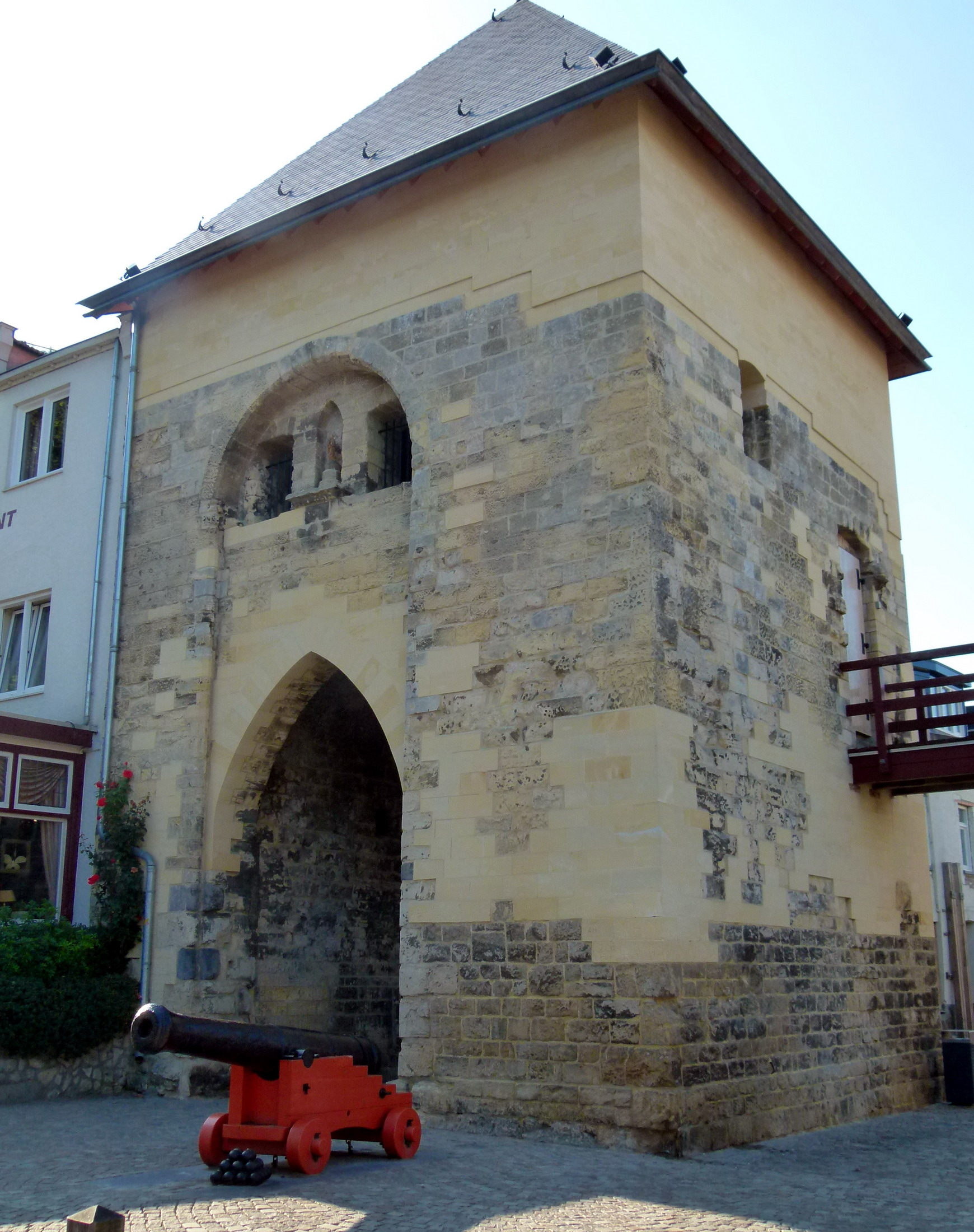
Veldzijde, na restauratie, 2014
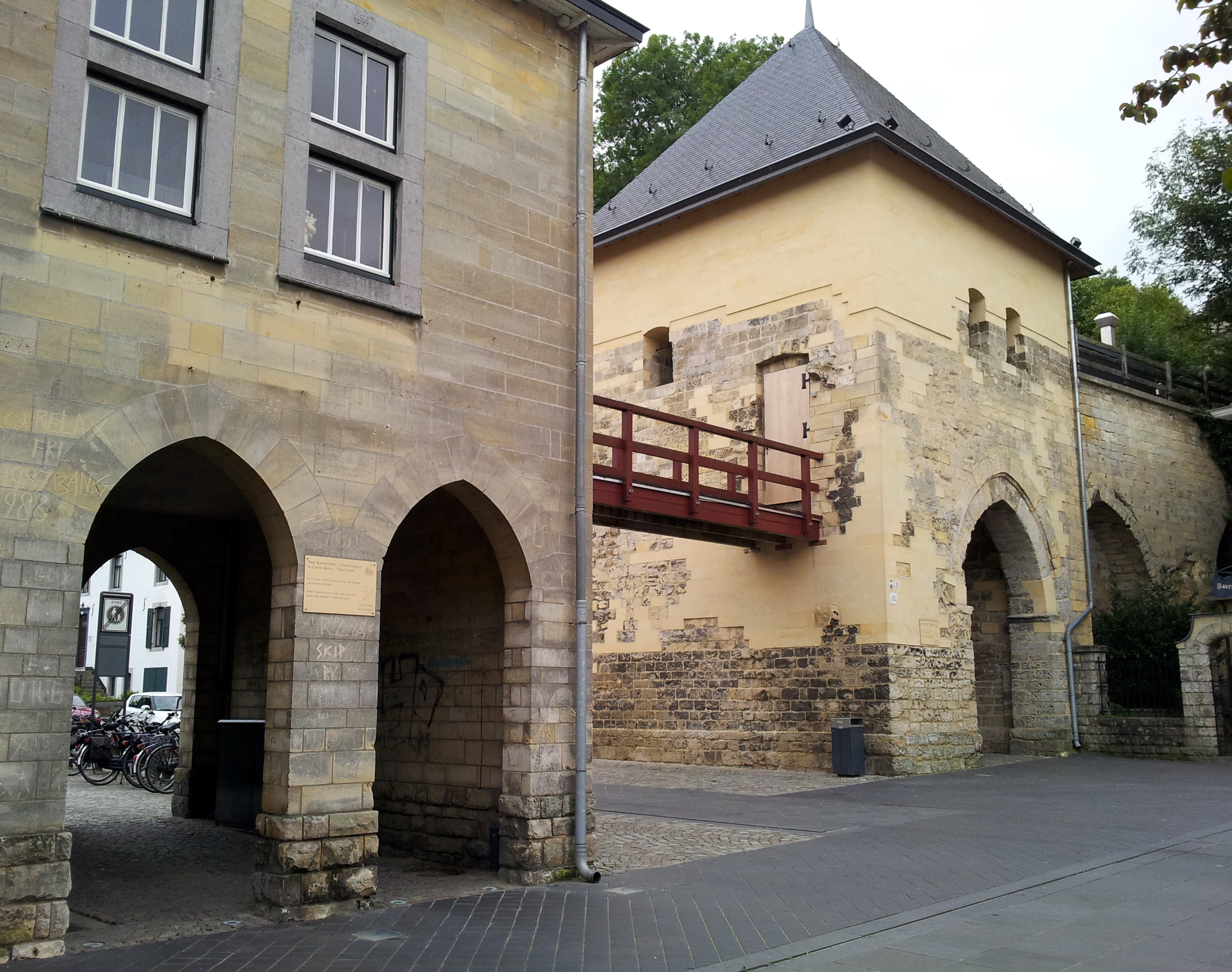
Stadszijde, 2014
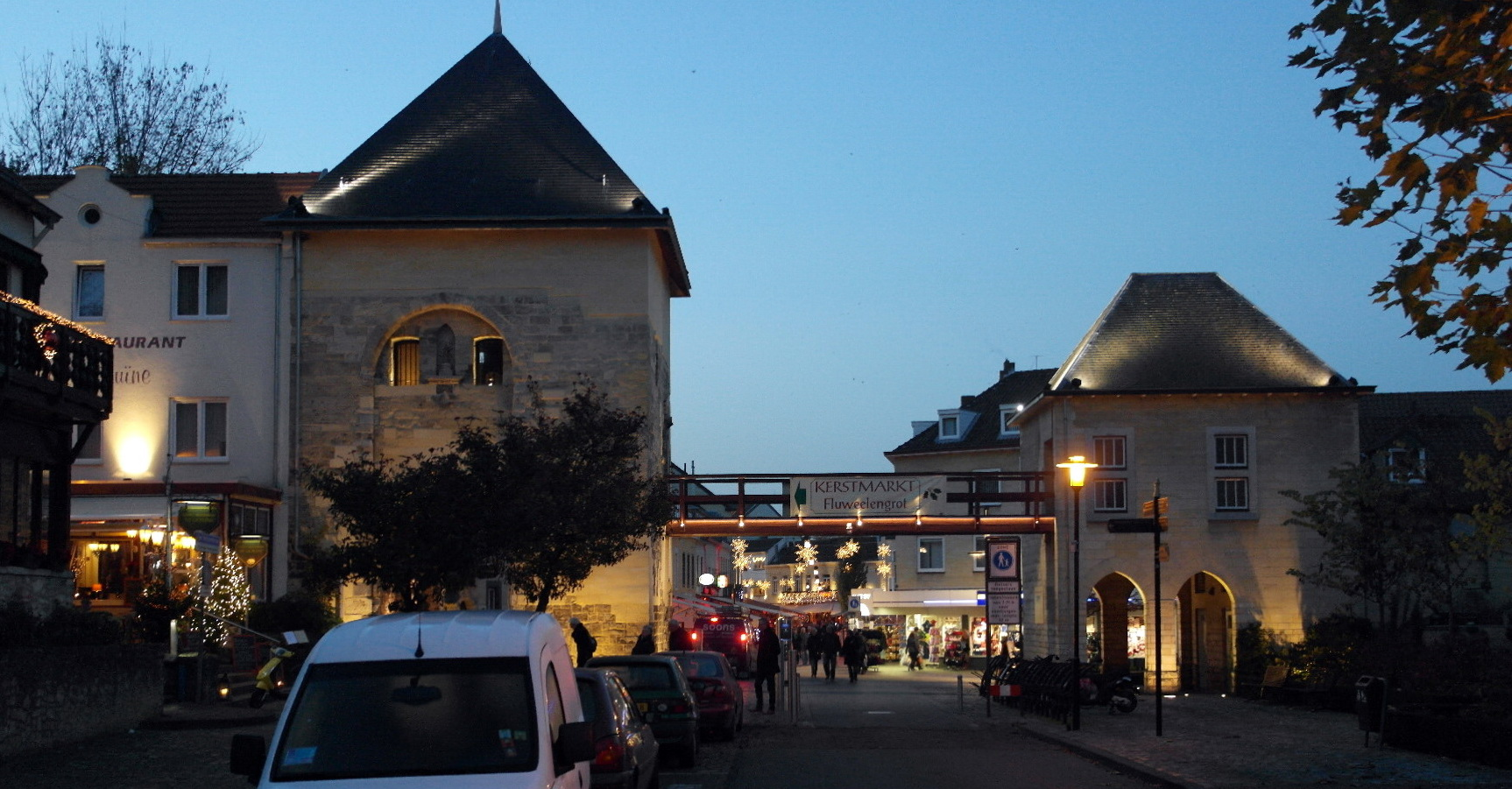
Met kerstverlichting, 2014